# Real Colégio das Artes e Humanidades
O Real Colégio das Artes e Humanidades ou simplesmente Colégio das Artes (1542-1837) foi uma instituição de ensino portuguesa, sedeada em Coimbra, onde eram realizados estudos de artes liberais e de humanidades. Tornou-se numa das mais prestigiadas instituições de ensino das humanidades em toda a Europa, sendo um precursor do ensino secundário em Portugal.

## História

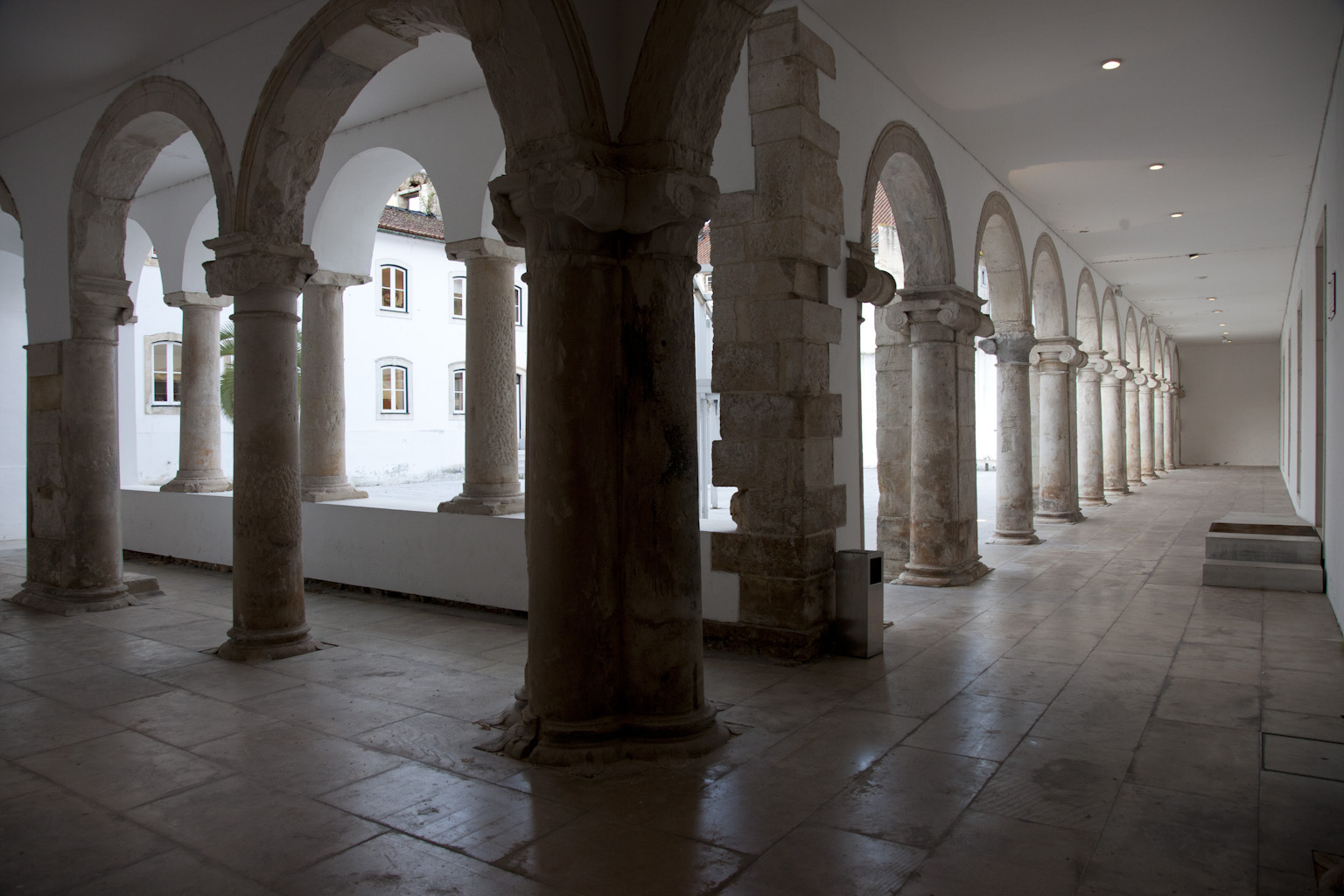
Antigo Colégio das Artes (atual Centro de Artes Visuais)

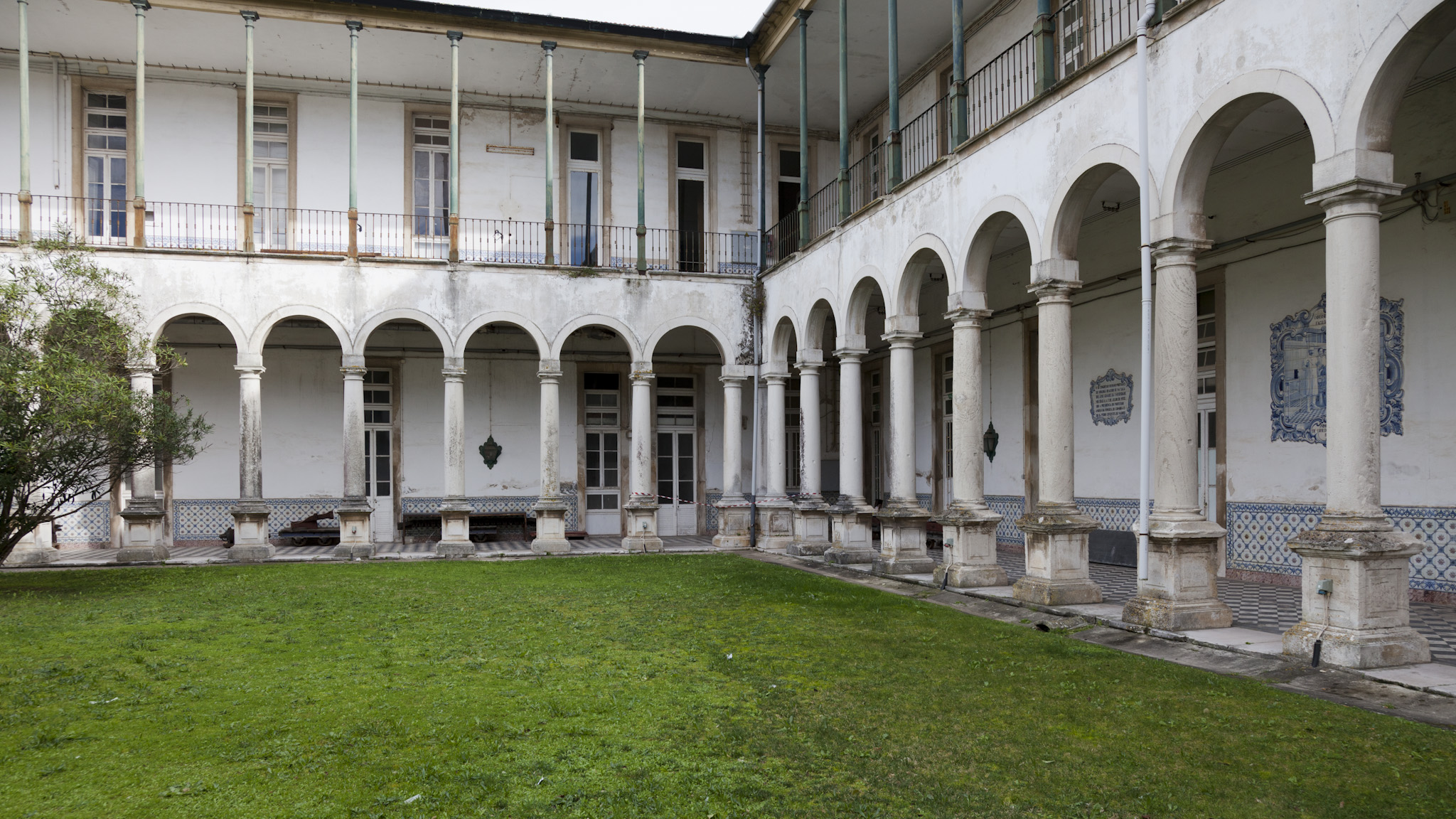
Colégio das Artes (2017)

O Real Colégio das Artes e Humanidades foi criado pelo Rei D. João III em 1542 com o objetivo de preparar os futuros estudantes universitários nas artes liberais. Até então, não existiam instituições em Portugal que ministrassem um ensino com a qualidade que se julgava necessária para preparar os candidatos à universidade. Muitos portugueses eram obrigados, por isso, a frequentar instituições no estrangeiro, especialmente em França. Para aí tinham sido enviados por D. João III cerca de cinquenta bolseiros, para o Colégio de Santa Bárbara em Paris dirigido por Diogo de Gouveia desde 1520 e para o renomado Colégio da Guiana em Bordéus, dirigido por seu sobrinho André de Gouveia. 
Para dirigir o Colégio das Artes foi escolhido André de Gouveia, notável humanista português, que havia estudado no Colégio de Santa Bárbara e se havia destacado como principal do Colégio de Guiana e reitor da Universidade de Paris. Como prefeito dos estudos do Colégio, André de Gouveia trouxe consigo de Bordéus uma equipa de notáveis professores portugueses e estrangeiros. De entre estes destacam-se João da Costa, Diogo de Teive, António Martins, George Buchanan, Patrick Buchanan, Nicolas de Grouchy, Arnaldo Fabrício, Guillaume Guérante e Élie Vinet. 
Apesar de funcionar próximo da Universidade de Coimbra e de se destinar a preparar os seus futuros alunos, o Colégio das Artes era uma instituição autónoma e independente daquela. O contraste entre os princípios humanistas dos "bordaleses" liderados por André de Gouveia e a visão ortodoxa defendida pelos "parisienses" liderados por seu tio Diogo de Gouveia viria a provocar alguns atritos. 
O ensino no Colégio das Artes visava a formação moral e humanística dos jovens, sendo ministradas matérias como a teologia,  dogmática, escrituras, gramática, retórica, poesia, matemática, grego, hebraico, lógica e filosofia, além de ler e escrever. O Colégio começou a funcionar em 1547, depressa alcançando um enorme prestígio, não só em Portugal mas em toda a Europa, em virtude da elevada qualidade do seu ensino. Aí leccionou o matemático Pedro Nunes nas cadeiras de aritmética, geometria e astronomia, vendo s seus estudos divulgados com apoio de Élie Vinet e Fernão Lopes de Castanheda viu traduzida para francês a sua obra "História do Descobrimento e Conquista da Índia pelos Portugueses" por Nicolas de Grouchy.
O seu sucesso irá incentivar a abertura de novos colégios nele inspirados, no Porto, Braga, Bragança, Évora, Funchal, Angra do Heroísmo, Lisboa e posteriormente em outros locais, que se tornam nos precursores do ensino secundário em Portugal. 
Em 1555, a direção do Colégio das Artes é entregue à Companhia de Jesus. Em 1561, por alvará da Regente de Portugal, a rainha D. Catarina, passa a ser obrigatória uma certidão do Colégio para a matrícula nas faculdades da Universidade de Coimbra.
Funcionando inicial e transitoriamente nos edifícios dos colégios de São Miguel e de Todos-os-Santos e posteriormente junto ao Colégio de Jesus, em 1568 é iniciada a construção da sua nova sede na Alta de Coimbra, que virá a ser concluída em 1616.
Na sequência da expulsão dos Jesuítas de Portugal, ordenada pelo marquês de Pombal, em 1759, todos os professores do Colégio das Artes o abandonam rumo ao exílio. O Colégio passa a ser administrado diretamente pela Coroa e passa a ser um dos novos estabelecimentos públicos de ensino secundário criados pela reforma da educação. Em 1772, o Colégio passa para a dependência da Universidade de Coimbra, a qual fica também a superintender todo o ensino em Portugal.
Durante a Guerra Peninsular, o Colégio das Artes sofre fortes danos e saques tanto das tropas francesas como das britânicas, que usam o seu edifício como aquartelamento e o deixam em ruína. O Colégio entra assim rapidamente em decadência, deixando de funcionar em 1837. Finalmente, em 1839, o Colégio das Artes é substituído pelo então criado Liceu Nacional de Coimbra, que funciona inicialmente no edifício daquele. No edifício ao antigo Colégio virá a ser instalado em 1853, o Hospital da Universidade de Coimbra e, mais tarde, o seu Museu Zoológico.

## O novo Colégio das Artes
Em 2007, a Universidade de Coimbra decidiu a criação de um novo Colégio das Artes como sua unidade orgânica, ficando instalado no edifício do antigo Real Colégio das Artes e Humanidades. O novo Colégio das Artes tem como objetivo dinamizar o estudo das artes, estas agora no sentido de belas artes e similares e não no sentido das artes liberais estudadas na antiga instituição homónima. No novo Colégio das Artes, além de investigação, deverão também ser realizados estudos de pós-graduação.